# ريتشارد أنطوني سالزبوري
ريتشارد أنطوني سالزبوري (1761-1829) (بالإنجليزية: Richard Anthony Salisbury)‏ هو عالم نبات بريطاني.